# Albiert Czurkin
Albiert Nikitowicz Czurkin (ros. Альберт Никитович Чуркин, ur. 1923 w Jenakijewem) – radziecki działacz państwowy i partyjny.

## Życiorys
Urodzony w rodzinie rosyjskiej. W 1941 ukończył technikum architektoniczno-budowlane w Charkowie, w latach 1941–1942 pracował przy budowie cukrowni w obwodzie charkowskim, a od 1942 w kolejowych organizacjach budowlanych w Czelabińsku, w 1948 ukończył Leningradzki Instytutu Inżynierów Transportu Kolejowego i podjął pracę w „Gławpromstroju” Ministerstwa Komunikacji Drogowej ZSRR w Wilnie, potem Królewcu. Od 1949 należał do WKP(b), w latach 1954–1957 był inżynierem kolejowym w Soczi, następnie (1957-1958) kierownikiem Wydziału Przemysłowo-Transportowego Komitetu Miejskiego KPZR w Soczi, a od 1958 do grudnia 1962 przewodniczący Komitetu Wykonawczego Rady Miejskiej Soczi. Od grudnia 1962 do grudnia 1964 był przewodniczącym Komitetu Wykonawczego Krasnodarskiej Przemysłowej Rady Krajowej, w 1967 I zastępcą przewodniczącego Komitetu Wykonawczego Krasnodarskiej Rady Krajowej, a w latach 1969–1971 II sekretarzem Krasnodarskiego Komitetu Krajowego KPZR. Od 1 marca 1971 do 14 kwietnia 1975 II sekretarz KC Komunistycznej Partii Gruzji i członek Biura KC KPG, od 9 kwietnia 1971 do 24 lutego 1976 zastępca członka KC KPZR. Deputowani do Rady Najwyższej ZSRR VIII i IX kadencji.